# بی‌دی‌اس‌ام

سرواژه‌های مخفف BDSM

بی‌دی‌اس‌ام (به انگلیسی: BDSM) انواعی از شیوه‌های اغلب وابسته به عشق شهوانی یا نقش‌آفرینی شامل بانداج، نظم، سلطه‌گری و سلطه‌پذیری و سادومازوخیسم است. این اصطلاح برای نخستین بار در یک پست یوزنت در سال ۱۹۹۱ ثبت شد. بی‌دی‌اس‌ام اکنون به عنوان یک عبارت جامع استفاده می‌شود که طیف گسترده‌ای از فعالیت‌ها، اشکال رابطه میان‌فردی و خرده‌فرهنگ‌های متمایز را پوشش می‌دهد. جوامع بی‌دی‌اس‌ام عموماً از هرکسی که دارای یک رگه مشابه است استقبال می‌کند که ممکن است شامل مبدل‌پوشی، اصلاح بدن، نقش‌آفرینی جانوری، فتیش لاستیکی و دیگر موارد باشد.
فعالیت‌ها و روابط بی‌دی‌اس‌ام اغلب با نقش‌های مکمل یکدیگر و شامل نابرابری قدرت مشخص می‌شوند، بنابراین رضایت آگاهانه شریک‌ها ضروری است. اصطلاحات سلطه‌گری و سلطه‌پذیری، اغلب برای تشخیص این نقش‌ها به کار می‌روند: شریک سلطه‌گر (dom) کنترل روانی را بر سلطه‌پذیر (sub) به دست می‌گیرد. اصطلاحات فاعل و مفعول نیز استفاده می‌شوند: فاعل محرک یک عمل است، در حالی که مفعول گیرنده عمل است. این دو مجموعه اصطلاح به طرز ماهرانه‌ای متفاوت هستند: مثلاً ممکن است فردی بپذیرد که به وسیلهٔ شلاق خوردن تفریحی، نقش مفعول را داشته باشد اما از نظر روانی تحت سلطه نباشد یا ممکن است به سلطه‌پذیر، دستور داده شود که سلطه‌گر را ماساژ دهد.
اختصارات sub و dom اغلب به جای submissive و dominant استفاده می‌شوند. گاهی اصطلاحات mistress, domme و دامیناتریکس را برای توصیف سلطه‌گر زن به کار می‌برند. به افرادی که میان نقش‌های فاعل/سلطه‌گر و مفعول/سلطه‌پذیر تغییر می‌کنند – چه از یک رابطه به رابطه دیگر چه در یک رابطه معین – سوئیچ می‌گویند. تعریف دقیق نقش‌ها و شناسایی آن‌ها خود موضوعی رایج برای بحث میان شرکت‌کنندگان بی‌دی‌اس‌ام است.

## مبانی بی‌دی‌اس‌ام

### اصطلاحات و انواع فرعی
اصطلاح اولیه بی‌دی‌اس‌ام مخفف:
- اسارت و انضباط (B&D)
- تسلط و تسلیم (D&s)
- سادومازوخیسم (یا S&M)

این اصطلاحات جایگزین سادومازوخیسم شدند، زیرا به‌طور گسترده‌تری فعالیت‌های بی‌دی‌اس‌ام را پوشش می‌دهند و به جای درد روانی بر نقش‌های مطیع تمرکز می‌کنند. این مدل تنها تلاشی برای تمایز پدیدارشناختی است. سلایق و ترجیحات فردی در حوزه جنسیت انسانی ممکن است در میان این حوزه‌ها همپوشانی داشته باشد.
تحت اصطلاح اولیه بی‌دی‌اس‌ام، این جنبه‌های روانی و فیزیولوژیکی نیز شامل می‌شود:
- سلطه‌گر مذکر
- سلطه‌پذیر مذکر
- دامیناتریکس
- سلطه‌پذیر مؤنث

## جنبه‌های رفتاری و فیزیولوژیکی
بی‌دی‌اس‌ام معمولاً به عنوان «همه چیز دربارهٔ درد» اشتباه می‌شود. فروید از پیچیدگی و غیر شهودی انجام کارهایی که خود ویرانگر و دردناک است توسط تمرین‌کنندگان گیج شده بود. به جای درد، تمرین‌کنندگان بی‌دی‌اس‌ام در درجه اول به قدرت، تحقیر و لذت می‌پردازند. جنبه‌های D/s و B/D ممکن است به هیچ وجه شامل رنج فیزیکی نباشد، بلکه شامل احساسات تجربه شده توسط احساسات مختلف ذهن است.

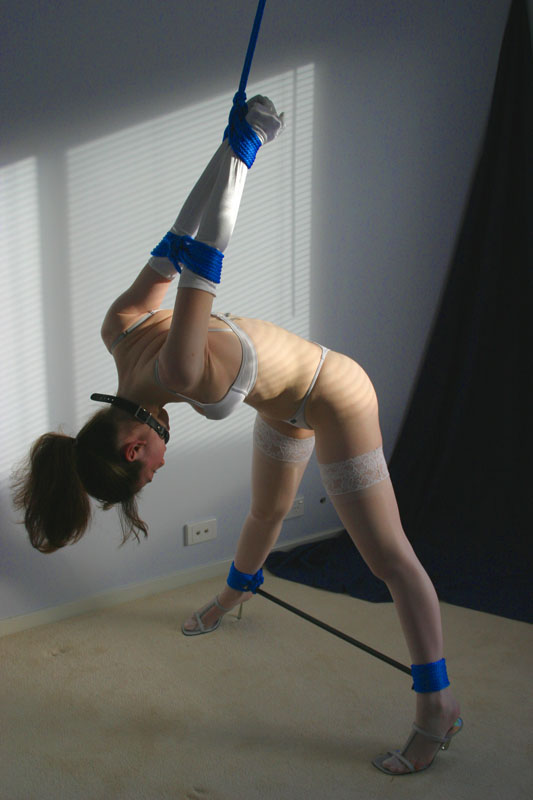
استرپادو، شامل بستن دست‌های فرد پشت سر و معلق کردن او از طریق طناب است،

### انواع بی‌دی‌اس‌ام
در زیر برخی از انواع نقش بی‌دی‌اس‌ام آورده شده است:
- نقش‌بازی حیوانی
- شکنجه پستان
- شکنجه کیر و خایه
- ترامپلینگ
- تحریک جنسی برقی
- بازی مرزی
- شلاق‌زنی
- ادراردوستی
- مبل انسانی
- بانداج ژاپنی
- فتیش پزشکی
- اتونپیوفیلیا
- Play piercing
- Predicament bondage
- شکنجه مهبل
- Salirophilia
- بازیگری جنسی
- درکونی جنسی
- Suspension
- غلغلک زجرآور
- شمع‌بازی

## سافت بی دی اس ام (Soft BDSM)
سافت اس‌ام یا SSC یک مفهوم در زمینه BDSM است که به معنای ” رعایت بهداشت، ایمنی و انجام فعالیت‌های جنسی با رضایت” است. این مفهوم به معنای این است که فعالیت‌های BDSM باید بهداشتی و ایمن باشند و همچنین بر مبنای رضایت و داشتن اطلاعات کامل در هر دو طرف انجام شوند.
SSC مهم‌ترین اصل‌هایی را که در هر نوع فعالیت BDSM باید رعایت شوند مشخص می‌کند تا از وقوع صدمات و تجاوزهای ناخواسته جلوگیری شود و تجربه مطلوب و ایمن برای هر دو طرف فراهم گردد. همان‌طور که در ابتدای مقاله عنوان کردیم BDSM یک اصطلاح برای توصیف روابط جنسی است که شامل آزار رساندن، تسلیم و کنترل می‌شود.
عموماً، یکی از افراد نقشی بیشتر در فعالیت جنسی ایفا می‌کند و دیگری تحت تسلط قرار می‌گیرد. به همین دلیل سافت اس ام با ایجاد چارچوب‌هایی تلاش می‌کند تا باعث ایجاد صدمات گسترده در افراد دارای این گرایش نشود.

## جنبه‌های اجتماعی
در یک انتهای طیف کسانی هستند که نسبت به تحریک فیزیکی بی‌تفاوت هستند یا حتی آنها را رد می‌کنند. در انتهای دیگر طیف، افراد پایینی قرار دارند که از نظم و تحقیر وابسته به عشق شهوانی لذت می‌برند، اما مایل نیستند که تابع فردی باشند که آن را اعمال می‌کند. پایین/برده اغلب شریکی است که شرایط اساسی جلسه را مشخص می‌کند و به‌طور مستقیم یا غیرمستقیم در مذاکره دستورالعمل‌ها را ارائه می‌دهد، در حالی که بالا/ارباب اغلب به این راهنمایی احترام می‌گذارد.

## روان‌شناسی
فروید و دیگران فرض کرده‌اند که ترجیح بی‌دی‌اس‌ام نتیجه سوء استفاده در دوران کودکی است. تحقیقات نشان می‌دهد که هیچ مدرکی برای این ادعا وجود ندارد. برخی گزارش‌ها حاکی از آن است که افرادی که در کودکی مورد آزار قرار گرفته‌اند ممکن است آسیب‌های بی‌دی‌اس‌ام بیشتری داشته باشند و در تشخیص کلمات ایمن به‌عنوان معنی توقف رفتار توافقی قبلی مشکل داشته باشند، بنابراین، این امکان وجود دارد که افرادی که بی‌دی‌اس‌ام را به عنوان بخشی از سبک زندگی خود انتخاب می‌کنند قبلاً مورد آزار قرار گرفته‌اند ممکن است گزارش‌های پلیس یا بیمارستان بیشتری از جراحات داشته باشد. همچنین بین افراد تراجنسیتی که مورد آزار و اذیت قرار گرفته‌اند خشونت در فعالیت‌های بی‌دی‌اس‌ام ارتباط وجود دارد.
در عرف، چندین دلیل برای این سؤال وجود دارد که چرا برای یک سادومازوخیست، تمرین‌های سادیسم و مازوخیسمی لذت‌آور است. این جواب‌ها عمدتاً به افراد وابسته است. برای عده ای، تسلیم شدن یا درماندگی به منزله یک راه گریز درمانی است؛ گریز از استرس‌های زندگی، مسئولیت یا احساس گناه. برای عده‌ای دیگر، بودن تحت تسلط یک شخص قوی احتمالاً باعث ایجاد احساس امنیت و حفاظت می‌شود. ممکن است این افراد با کسب تأیید و موافقت شخص دیگر، به رضایت می‌رسند. از طرف دیگر، یک سادیست با با داشتن قدرت و تسلط در نقش سرور یا با آزار دادن مازوخیست لذت می‌برد. اگرچه درک این موضوع سخت است که سرانجام چه چیزی این تجریه‌های احساسی را به لذت جنسی متصل می‌کند یا از ابتدا چگونه این ارتباط به وجود می‌آید. جوزف مرلینو، نویسنده و روان‌پزشک در مصاحبه‌ای گفت که یک رابطه سادومازوخیست، مادامی که با رضایت دو طرف باشد، یک مشکل روانی نیست:
تنها درصورتی که یکی از طرفین دچار سختی شود و بابت این مسئله راضی نباشد یا باعث خللی در زندگی شخصی یا حرفه‌ای آنان شود، یک مشکل می‌باشد. درغیر اینصورت، من این قضیه را یک مشکل نمی‌دانم؛ ولی اگر باشد، من به این فکر می‌کنم که چه چیزی در زیست‌شناسیِ آن فرد باعث شده به این مشکل سوق پیدا کند و این فرد چه تجاربی داشته که او را به این سو کشانده است.— جوزف مرلینو.، 
عده‌ای از روان شناسان عقیده دارند که تجاربی در اوایل رشد جنسی می‌تواند تأثیری عمیق روی شخصیت جنسی فرد در دوره‌های بعدی زندگی بگذارد. درهرحال امیال سادومازوخیستی ظاهراً در سنین مختلف شکل می‌گیرد. بعضی افراد گزارش کرده‌اند که قبل از بلوغ چنین امیالی داشتند، درحالی‌که بقیه تا قبل از بلوغ آن‌ها را کشف نکرده بودند. طبق یک مطالعه، اکثر سادومازوخیستهای مرد (۵۳درصد) قبل از ۱۵سالگی به این موضوع علاقه پیدا کردند درحالی‌که اکثر زنان (۷۸درصد) بعد از این سن چنین احساساتی پیدا کردند. (بریسلو، ایوانز و لنگلی ۱۹۸۵). شیوع سادومازوخیست در بین جنسیت نامعلوم است. علی‌رغم اینکه سادیستهای مؤنث کمتر از مردها آشکار هستند، بعضی مطالعات بیان می‌کنند که میزان داشتن فانتزی‌های سادیستی بین مردان و زنان برابر است. نتایج چنین تحقیقاتی ثابت می‌کند که رابطه جنسی فرد، رجحان او به سادیسم را تعیین نمی‌کند.
طبق یک مطالعه پدیدار شناختی بر روی افرادی که درگیر جلسات مازوخیستی جنسی بودند، مازوخیسم جنسی به عنوان یک میل اعتیاد گونه توصیف شده است. چندین ویژگی آن مانند اعتیاد به مواد است: هوس، سکر، رواداری و پس کشیدن.
بر پایهٔ یک مطالعه در سال ۲۰۱۳، افرادی که گرایش‌های بی‌دی‌اس‌ام دارند، نسبت به گروه شاهد، دارای ویژگی‌های شخصیتی مطلوب‌تری بودند. در این افراد روان‌نژندی کمتری دیده می‌شود، برون‌گراتر هستند، آمادگی بیشتری برای تجربه‌های تازه دارند، احساس بهزیستی بیشتری می‌کنند، وظیفه‌شناس‌ترند و به پس‌زده‌شدن حساسیت کمتری دارند؛ با این وجود سخت‌تر می‌توان با آن‌ها به توافق رسید. در این مطالعه کسانی که نقش مافوق را بازی می‌کردند نسبت به افراد مطیع نتایج بهتری کسب کردند. این مطالعه پیشنهاد می‌کند به این نوع فعالیت‌ها بیشتر به چشم یک فعالیت تفریحی نگاه شود تا بروز فرایندهای روانشناختی.

## تاریخچه
شیوه‌های بی‌دی‌اس‌ام از برخی از قدیمی‌ترین نوشته‌های متنی در جهان که با آیین‌های مربوط به الهه اینانا در اکدی مرتبط است، باقی مانده است. متون خط میخی اختصاص داده شده به اینانا که شامل آیین‌های سلطه است به ویژه نوشته‌های باستانی مانند Inanna که در آن الهه بر ابیه تسلط دارد و سرود برای Inanna اشاره می‌کند که دگرگونی‌ها و آیین‌های متقابل لباس پوشیدن را همراه با «درد و خلسه، که باعث شروع می‌شود و حالت‌های تغییر یافته آگاهی. تنبیه، ناله، وجد، نوحه و آواز، شرکت کنندگان خود را در گریه و اندوه خسته می‌کنند.» توصیف می‌کند.

## وضعیت حقوقی

### اتریش
در بخش ۹۰ قانون جزا، جراحت بدنی یا به خطر انداختن امنیت جسمانی در مواردی که قربانی رضایت داده است و آسیب یا به خطر انداختن احساسات اخلاقی را آزار نمی‌دهد مشمول مجازات نمی‌شود. . رویه قضایی دادگاه عالی اتریش به‌طور مداوم نشان داده است که آسیب بدنی فقط برای حساسیت‌های اخلاقی توهین آمیز است، بنابراین فقط زمانی مجازات صورت می‌گیرد که آسیب جدی، آسیب به سلامت یا از کار افتادگی شغلی بیش از ۲۴ روز طول بکشد. در مواردی که سلامتی بدن را تهدید می‌کند، استاندارد بستگی به احتمال وقوع صدمه دارد.

### کانادا
در سال ۲۰۰۴، یک قاضی در کانادا حکم داد که ویدئوهای ضبط شده توسط پلیس که در آن فعالیت‌های بی‌دی‌اس‌ام مشاهده می‌شود، ناپسند نبوده و خشونت محسوب نمی‌شود، بلکه یک فعالیت جنسی «عادی و قابل قبول» بین دو بزرگسال رضایت مند است.  در سال ۲۰۱۱، دادگاه عالی کانادا حکم داد که انجام یک عمل جنسی بر روی یک فرد ناخودآگاه - خواه آن شخص از قبل رضایت داده باشد یا نه، یک جرم کیفری است.

### آلمان
طبق بند ۱۹۴ قانون جزایی آلمان، اتهام توهین (تهمت) تنها در صورتی قابل پیگرد قانونی است که فرد بدنام شده تصمیم به طرح اتهام داشته باشد. در صورتی که بزه دیده - هنگام اعمال دیدگاهی عینی - در حقوق رفت و آمد آزاد او خدشه دار شده باشد، می‌توان به حبس کاذب متهم کرد. طبق ماده ۲۲۸، شخصی که با اذن آن شخص به دیگری صدمه وارد می‌کند، تنها در مواردی تخلف می‌کند که با وجود اذن، عمل مزبور را مخل اخلاق حسنه دانست. در ۲۶ مه ۲۰۰۴، هیئت جنایی شماره ۲ دادگاه فدرال آلمان حکم داد که صدمات جسمی با انگیزه سادو مازوخیستی فی نفسه ناشایست نیستند و در نتیجه مشمول بخش ۲۲۸ هستند

### آمریکا
قانون فدرال ایالات متحده تعیین کیفری خاصی را برای اعمال توافقی بی‌دی‌اس‌ام فهرست نکرده است. تصمیم قانونی مردم علیه یووانوویچ که اولین تصمیم استیناف ایالات متحده بود که (در عمل) اعلام کرد که در صورت رضایت قربانی، شخص مرتکب حمله نمی‌شود. با این حال، بسیاری از ایالت‌ها اقدامات خاص بی‌دی‌اس‌ام را در داخل مرزهای ایالتی خود جرم انگاری می‌کنند. برخی از ایالت‌ها مانند نیوجرسی به‌طور خاص ایده «رضایت به اعمال بی‌دی‌اس‌ام» را در قوانین حمله خود مطرح می‌کنند.

## جنبه‌های فرهنگی
امروزه فرهنگ بی‌دی‌اس‌ام در اکثر کشورهای غربی وجود دارد. که به پزشکان بی‌دی‌اس‌ام این فرصت را می‌دهد تا در مورد موضوعات و مشکلات مربوط به بی‌دی‌اس‌ام با افراد همفکر خود بحث کنند. این فرهنگ اغلب به عنوان یک خرده‌فرهنگ در نظر گرفته می‌شود، عمدتاً به این دلیل که بی‌دی‌اس‌ام اغلب هنوز توسط برخی از مردم «غیرمعمول» در نظر گرفته می‌شود.

### نماد

پرچم حقوق BDSM با نشان از نوع تریسکلیون

یکی از رایج‌ترین نمادهای جامعه بی‌دی‌اس‌ام مشتق از شکل سه‌اسکلیون در یک دایره است. اشکال مختلف تریسکل در بسیاری از فرهنگ‌ها کاربردهای فراوان و معانی زیادی داشته است. استفاده از بی‌دی‌اس‌ام آن از حلقه O در کتاب کلاسیک داستان او (Story of O) ناشی می‌شود.
پرچم افتخار چرم‌پوشی نمادی برای خرده فرهنگ چرم پوشی است و همچنین به‌طور گسترده در بی‌دی‌اس‌ام استفاده می‌شود. در اروپا، حلقه O در بین تمرین‌کنندگان بی‌دی‌اس‌ام رایج است.
تریسکلیون به‌عنوان یک نماد بی‌دی‌اس‌ام، به راحتی می‌تواند به عنوان سه بخش جداگانه از مخفف BDSM درک شود که BD, DS و SM (اسارت و انضباط، سلطه‌گری و سلطه‌پذیری و سادومازوخیسم) هستند. آن‌ها سه مورد جداگانه هستند که معمولاً با هم مرتبطند.